# Catrin Finch
Catrin Ana Finch (ur. 24 kwietnia 1980) – walijska harfistka, aranżerka i kompozytorka. W latach 2000–2004 była oficjalną harfistką księcia Walii. Jest profesorką w Royal Welsh College of Music & Drama oraz Royal Academy of Music w Londynie. Koncertowała na całym świecie.

## Dzieciństwo i młodość
Catrin Finch urodziła się w Llanon w hrabstwie Ceredigion, a naukę gry na harfie rozpoczęła w wieku 6 lat. Jej matka jest Niemką, a ojciec Anglikiem. Ona sama biegle włada językiem walijskim. W wieku 9 lat zdała egzamin na harfę. W wieku 10 lat została członkinią Narodowej Młodzieżowej Orkiestry Wielkiej Brytanii jako najmłodsza z jej członków występujących na The Proms. Uczyła się gry na harfie u Elinor Bennett (ta została później jej teściową), po czym poszła do Purcell School, specjalistycznej szkoły muzycznej dla dzieci w Hertfordshire. Kontynuowała naukę w Royal Academy of Music w Londynie, gdzie studiowała grę na harfie u Skaili Kanga.
W latach 90. XX w. wygrała kilka konkursów dla młodych harfistów. Zdobyła m.in. nagrodę Nansiego Richardsa i Blue Riband na National Eisteddfod of Wales. 

## Kariera
Wielokrotnie nagradzana kariera muzyczna Finch rozpoczęła się w 1999, kiedy wygrała Międzynarodowy Konkurs Harfowy im. Lily Laskine we Francji. W 2000 wygrała Międzynarodowe Przesłuchania Young Concert Artists w Nowym Jorku, następnie występowała w londyńskiej sali koncertowej Wigmore Hall. Później została mianowana oficjalną harfistką księcia Walii. Urząd ten został przywrócony przez księcia Karola i był nieobsadzony od czasu panowania królowej Wiktorii. 
W 2003 Finch zaprezentowała Charlie’s Angel, wielokrotnie nagradzany telewizyjny dokument o jej karierze, emitowany w BBC Wales.
W uznaniu muzycznych osiągnięć Finch otrzymała kilka wyróżnień akademickich, począwszy od honorowego stypendium Uniwersytetu Walii w 2006 i honorowego stypendium Uniwersytetu Walii i Royal Welsh College of Music & Drama w 2005. Jest profesorką wizytującą w Royal Welsh College of Music and Drama oraz Royal Academy of Music.
W 2010 Finch pojawiła się w serialu telewizyjnym BBC dla dzieci pt. ZingZillas, wykonując wraz z innymi członkami zespołu ZingZillas kołysankę skomponowaną przez Chrisa Banksa i Waga Marshalla-Page’a, zatytułowaną „Drift Away”. Spektakl został wykorzystany w odcinku 10. pierwszego sezonu serialu, zatytułowanym „Sweet Dreams”.
W 2011 wyprodukowała Annwn, gdzie zaaranżowała, wystąpiła i po raz pierwszy wykonała wokale w wielu utworach inspirowanych mitologią walijską, którą interesowała się od dzieciństwa. Wydawnictwo zawiera kolekcję tradycyjnej muzyki walijskiej, a wiele utworów zostało zaaranżowanych na nowo przez Finch we współczesnym stylu, zapożyczonym zarówno z jazzu, jak i elektronicznej muzyki ambient. Tytuł albumu nawiązuje do Annwn.
W 2015 odbyła trasę koncertową Patagonii z BBC National Orchestra of Wales, zabierając ze sobą rodzinę.

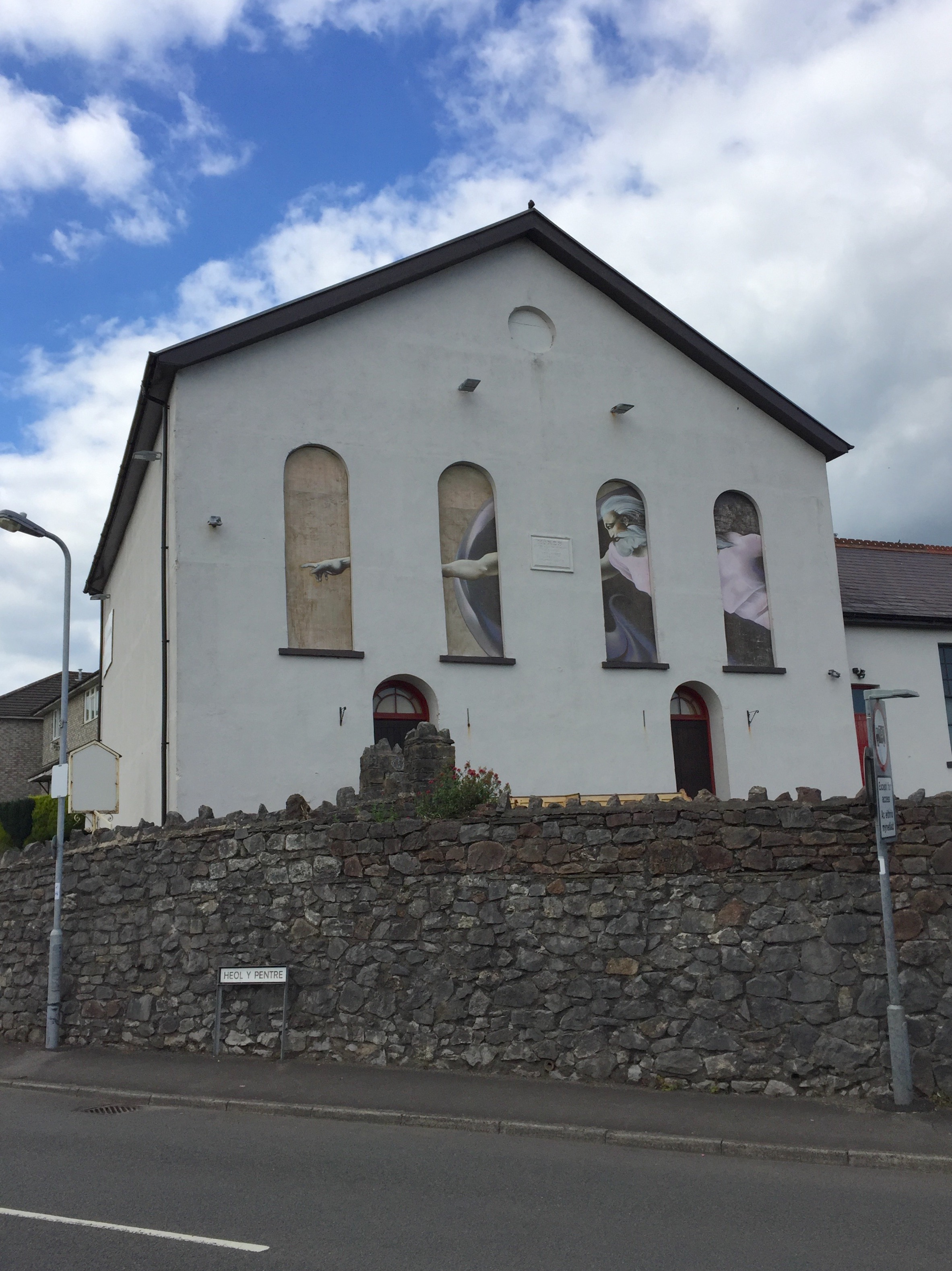
Acapela Studio, Pentrych

W 2016 wystąpiła na nagraniu Cantata Memoria Karla Jenkinsa, chóralnego utworu z orkiestrą dedykowanego dzieciom, które zginęły w katastrofie Aberfan w 1966. Muzyka zawiera hymn All Things Bright and Beautiful, a także wokale Bryn Terfel. Utwór miał swoją premierę podczas koncertu Aberfan Memorial Concert w Wales Millennium Centre. Znalazły się tu również utwory mówione Michaela Sheena i Sian Phillipsa. Kompozycja Finch "Future Strings" z albumu Clychau Dibon, którą Catrin napisała wraz z Seckou Keitą, została zsamplowana przez Guya Chambersa, wieloletniego autora piosenek Robbiego Williamsa, który słyszał ją w programie Desert Island Discs w BBC Radio 4.
W 2018 Finch we współpracy z senegalskim muzykiem grającym na instrumencie kora, Seckou Keita, wydała swój drugi album zatytułowany SOAR. Recenzując ją dla London Evening Standard, Simon Broughton tak opisał pracę: Wysublimowany duet dwóch artystów, którzy są mistrzami swoich instrumentów ... muzykalność i architektura w pracy. Robin Denselow w The Guardian powiedział: intrygująca współpraca, która naprawdę działa… interakcja jest niezwykła… elegancki, delikatnie wykwintny zestaw.
Do 2017 Finch i jej były mąż, Hywel Wigley, wspólnie prowadzili Acapela Studio, miejsce nagrań w przebudowanej kaplicy w Pentyrch, niedaleko Cardiff.

## Życie prywatne
W 2003 Finch poślubiła producenta muzycznego i telewizyjnego Hywela Wigleya, syna byłego lidera Plaid Cymru Lorda Dafydda Wigleya i harfistki Elinor Bennett. Mają dwoje dzieci. Para formalnie rozstała się w 2017. W dniu 14 grudnia 2019 w Tenby Finch poślubiła swoją partnerkę Natalie. 
W lutym 2018 Finch ogłosiła, że zdiagnozowano u niej raka piersi III stopnia. W październiku 2018 ogłosiła, że wyzdrowiała po leczeniu w Velindre Cancer Center w Cardiff.

## Dyskografia

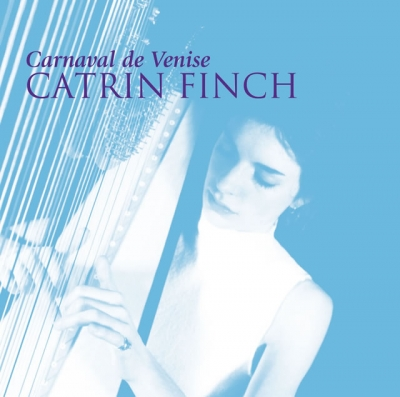
Okładka Carnaval de Venise (2001)

- Bach, J.S.: Goldberg Variations, BWV 988 (2009)
- Crossing the Stone (2003)
- Carnaval de Venise (2001)
- The Harpist
- Catrin Finch Live
- Unexpected Songs (2006) (z wiolonczelistą Julianem Lloydem Webberem)
- String Theory
- Little Angels
- Catrin Finch, Harp Recital
- From Coast to Coast
- Annwn (2011)
- Drift Away (nieopublikowany, we współpracy z "ZingZillas")
- Clychau Dibon (2013) (z Seckou Keita)
- Lullabies (2013)
- Tides (2015)
- SOAR (2018) (z Seckou Keita)
- Blessings (2012) (z Johnem Rutterem)